# Clifton Miheso
Clifton Miheso (Kakamega, 5 febbraio 1993) è un calciatore keniota, centrocampista dell'AFC Leopards.

## Palmarès

### Club

#### Competizioni nazionali
- Campionato keniota: 1

Gor Mahia: 2019-2020